# Pool (magistratura italiana)
Un pool, en el contexto del poder judicial italiano, es un grupo de magistrados que sirven en una oficina judicial y que se ocupan colectivamente de la misma investigación.
El término se ha vuelto de uso común sobre todo para identificar a aquellos magistrados comprometidos con la lucha contra la mafia en Italia: en este sentido hablamos de un grupo antimafia.

## Historia
El proyecto de un grupo de magistrados para hacer frente a la misma investigación, diluyendo riesgos y responsabilidades personales y distribuyendo la carga de trabajo, nació de la idea de Rocco Chinnici, jefe de la Oficina de Educación de Palermo, quien inicialmente hizo uso de la colaboración. de Giovanni Falcone, Paolo Borsellino y Giuseppe Di Lello, pero luego fue desarrollado por Antonino Caponnetto (que tomó el relevo de Chinnici, asesinado el 29 de julio de 1983 ) quien, en marzo de 1984, constituirá un grupo de trabajo compuesto por cuatro magistrados, a lo que posteriormente se sumó Leonardo Guarnotta, con el fin de coordinar las investigaciones aprovechando la experiencia adquirida y esa visión global del fenómeno mafioso como apunta Giovanni Falcone .
Tras el abandono del cargo de Caponnetto por motivos de edad y salud, Falcone y Antonino Meli fueron candidatos a sustituirle.
El 19 de enero de 1988, tras una dramática sesión nocturna, el pleno del Consejo Superior de la Judicatura nombró a Antonino Meli quien recogió 14 votos contra 10, mientras que 5 concejales se abstuvieron.
A favor de Falcone, entre otros, también el futuro Fiscal de la República de Palermo, Gian Carlo Caselli, en desacuerdo con el actual Poder Judicial Democrático al que pertenecía.
Meli asumió el cargo en enero de 1988, desmantelando efectivamente el método de trabajo emprendido, motivo por el cual fue criticado por Giovanni Falcone y por el propio Caponnetto (quien afirmó al respecto: "Meli ha contribuido a anticipar el cierre de la Oficina de Educación, no coordinando más investigaciones, eliminar a Falcone, marginarlo, desmembrar los juicios de la mafia y frustrar todo el trabajo realizado "), aun cuando varios compañeros del magistrado de Palermo, pertenecientes al actual Poder Judicial Democrático del CSM, votaron por el mismo Meli. En la década de los noventa, tras el nacimiento de nuevas infraestructuras de investigación, como el Departamento de Investigación Antimafia , el legado sustancial fue recogido por los distintos fiscales antimafia .

## Génesis y características
La idea detrás de la piscina nació tras el asesinato de magistrados que estaban involucrados en las investigaciones de la mafia. De hecho, la gestión de una investigación por un solo magistrado lo expuso al riesgo de asesinato perpetrado con el objetivo de ocultar los incómodos secretos de la investigación con la muerte.
En un pool, en cambio, los magistrados que forman parte de él comparten toda la información entre sí, manteniendo el secreto de la información del exterior. Luego, para disminuir el riesgo de asesinato de uno de los magistrados, la información que posee se comparte con los demás que luego pueden seguir trabajando. Esto constituye un eficaz instrumento de investigación, y uno de los elementos fundamentales que llevaron al establecimiento de diversos juicios, por ejemplo contra las Brigadas Rojas y el Frente, durante los años de conducción, el maxi juicio de Palermo en Italia contra la Cosa Nostra y todos investigación de Mani Pulite .

## Pool célebres
- La piscina antimafia, concebida por Rocco Chinnici, a principios de 1980, y tras su asesinato, liderada por el juez Antonino Caponnetto,[5] que le sucedió en 1983 . Formaban parte de este grupo: Giovanni Falcone, Paolo Borsellino, Giuseppe Di Lello Finuoli, Leonardo Guarnotta . Posteriormente fueron cooptados Giacomo Conte, Gioacchino Natoli e Ignazio De Francisci.[6] El trabajo de la piscina aseguró que se celebrara el famoso Maxi Juicio de Palermo contra los delincuentes pertenecientes a la Cosa Nostra .
- La piscina Mani Pulite, que incluía: Antonio Di Pietro, Gerardo D'Ambrosio, Francesco Saverio Borrelli, Ilda Boccassini, Gherardo Colombo, Piercamillo Davigo, Armando Spataro, Francesco Greco y Tiziana Parenti .